# Iveta Radičová
Iveta Radičová (Bratislava, 7 dicembre 1956) è una politica slovacca, Presidente del Governo della Repubblica Slovacca dall'8 luglio 2010 al marzo 2012, come leader di una coalizione di centro-destra costituita da quattro partiti, unitisi dopo le elezioni del 2010. È stata la prima donna a ricoprire la carica di premier in Slovacchia.

## Vita privata
Iveta Radičová nacque in una famiglia slovacca e polacca a Bratislava, il 7 dicembre 1956. Ha una sorella, ed è vedova di Stano Radič, un famoso attore e commediante slovacco, deceduto nel 2005. Oltre alla lingua slovacca, Radičová parla correntemente inglese e russo, ed ha una buona conoscenza del tedesco e del polacco.

## Carriera accademica
Iveta Radičová iniziò la propria carriera accademica studiando sociologia all'Università Comenio di Bratislava, ottenendo il dottorato di ricerca nel 1981. Lavorò poi come sociologa all'Accademia slovacca delle scienze dal 1979 al 1989, coordinando una squadra di ricerca per le politiche sulla famiglia. Nel 1990 Radičová riprese gli studi post-dottorali per un anno, presso l'Università di Oxford. Al suo ritorno in Slovacchia nel 1991, fondò il Centro per l'analisi delle politiche sociali, una delle prime ONG della Slovacchia, e ne fu direttrice esecutivo fino al 2005. Durante questo periodo, Radičová tenne lezioni presso i dipartimenti di sociologia, scienze politiche e lavoro sociale all'Università Comenio. Nel 2005 fu nominata professore di sociologia dalla facoltà di Filosofia all'Università Comenio il che la rese la prima docente di sociologia della Slovacchia.

## Carriera politica
Iveta Radičová iniziò la propria carriera politica nel 1990, come membro del movimento "Pubblico contro la Violenza" (in slovacco Verejnosť proti násiliu), ricoprendo la carica di portavoce del partito fino al 1992. Dal 2005 al 2006 fu Ministro del Lavoro, degli Affari sociali e della Famiglia nel governo di centro-destra del Presidente Mikuláš Dzurinda. Radičová fu poi eletta membro del Consiglio nazionale della Repubblica Slovacca nella lista del partito liberal-conservatore di Dzurinda, l'Unione Democratica e Cristiana Slovacca - Partito Democratico (SDKU-DS), alle elezioni parlamentari del 2006.
Dopo le elezioni del 2006, il SDKU-DS andò all'opposizione; Radičová divenne ufficialmente componente di SDKU-DS dopo le elezioni e fu quindi eletta vice presidente del partito. ricoprì anche la carica di vice presidente del comitato parlamentare per gli affari sociali e le abitazioni.
Nel 2009 Radičová fu la candidata del SDKU-DS alle elezioni presidenziali, e fu sostenuta anche dai conservatori del Movimento Cristiano-Democratico (KDH) e dal Partito della Coalizione Ungherese (SMK-MKP). Al primo turno elettorale, tenutosi il 21 marzo, la Radičová ottenne un sorprendente 38,05%, e poté quindi partecipare al secondo turno contro il Presidente in carica Ivan Gašparovič, che non era riuscito al primo turno ad ottenere più del 50% dei voti. Iveta Radičová fu sconfitta da Gašparovič al secondo turno, svoltosi il 4 aprile, ricevendo il 44,47% dei voti. È stata l'unica donna ad essere mai arrivata al secondo turno di un'elezione presidenziale nella storia della Slovacchia.
Poco dopo aver perso le elezioni presidenziali, Radičová fu al centro di una controversia, per aver votato in Parlamento al posto di un suo collega di partito che era assente, in violazione delle norme parlamentari. In conseguenza di ciò, Radičová lasciò il proprio seggio parlamentare il 23 aprile 2009.

### Presidente del Governo
All'inizio del 2010 Radičová fu scelta come leader di SDKU-DS per le elezioni parlamentari del 2010 con le elezioni primarie, sconfiggendo l'ex Ministro delle Finanze Ivan Mikloš. Durante la campagna elettorale, il suo partito si propose come fautore di una disciplina fiscale, e propose di rafforzare l'economia dopo i risultati negativi (-4,7%) del 2009.
Alle elezioni, svoltesi il 12 giugno 2010, SDKU-DS si posizionò al secondo posto, con il 15,42% dei voti, molto distante dal partito di centro-sinistra Smer, guidato dall'ex premier Robert Fico, che ottenne il 34,79% dei voti. Tuttavia, i partner di coalizione di Fico, l'ultranazionalista Partito Nazionale Slovacco e il nazional-conservatore Partito Popolare - Movimento per una Slovacchia Democratica (HZDS), ottennero poche preferenze, con HZDS che non riuscì a ottenere alcun seggio in Parlamento. Di conseguenza, una coalizione di quattro partiti riuscì a unirsi per costituire una maggioranza in parlamento, con 79 su 150 seggi; la coalizione è formata dal liberale Libertà e Solidarietà (SaS), dal Movimento Cristiano-Democratico (KDH) e dal partito etnico ungherese Most-Híd. Dopo che Fico non fu riuscito a costituire un governo, il Presidente Ivan Gašparovič chiese a Iveta Radičová di formare un nuovo governo il 23 giugno 2010, in quanto leader del maggiore partito di opposizione. Il governo di coalizione (SDKU-DS, SaS, KDH e Most-Híd) della Radičová prestò giuramento l'8 luglio 2010.
L'11 ottobre 2011 il governo è stato sfiduciato sul voto per la ratifica dell'estensione del fondo salva Stati. Il voto ha avuto anche ripercussioni sull'intera politica economica europea, perché era richiesta la ratifica di tutti e 17 gli Stati che adottano l'euro. Il 14 ottobre il Parlamento ha ratificato l'estensione del Fondo salva Stati. Le elezioni anticipate, indette per il 12 marzo 2012, sono state vinte dai socialisti guidati da Robert Fico Radičová non si è candidata e si è ritirata dalla vita politica.